# Scoliciosporum pensylvanicum
Scoliciosporum pensylvanicum är en lavart som beskrevs av R. C. Harris. Scoliciosporum pensylvanicum ingår i släktet Scoliciosporum och familjen Scoliciosporaceae.   Inga underarter finns listade i Catalogue of Life.